# Macrocentrus exartemae
Macrocentrus exartemae är en stekelart som beskrevs av Walley 1932. Macrocentrus exartemae ingår i släktet Macrocentrus och familjen bracksteklar. Inga underarter finns listade i Catalogue of Life.